# جاست دانس كيدز 2014
جاست دانس كيدز 2014 (بالإنجليزية: Just Dance Kids 2014)‏ ، هي لعبة فيديو إلكترونية من نوع الرقص والموسيقى، صدرت في السوق الأمريكية والأوروبية سنة 2013م، وتعمل لأنظمة التشغيل إكس بوكس 360 و نينتندو وي ونينتندو وي يو.